# Assassinat de Meredith Kercher
Meredith Susanna Cara Kercher (28 de desembre de 1985 - 1 de novembre de 2007) va ser una estudiant britànica d'intercanvi de la Universitat de Leeds que va ser assassinada als vint-i-un anys a Perusa (Itàlia). Kercher va ser trobada morta al terra del seu dormitori. Quan les empremtes dactilars tacades de sang al lloc dels fets es van identificar com a pertanyents a Rudy Guede, la policia havia acusat la companya de pis nord-americana de Kercher, Amanda Knox, i el xicot italià de Knox, Raffaele Sollecito. Els processaments posteriors de Knox i Sollecito van rebre atenció mediàtica internacional, amb experts forenses i juristes que van fer una visió crítica de les proves que donaven suport a les sentències de culpabilitat inicials.
Guede va ser jutjat per separat en un procediment ràpid i, l'octubre de 2008, va ser declarat culpable de l'agressió sexual i l'assassinat de Kercher. Posteriorment, va esgotar el procés d'apel·lació i va començar a complir una condemna de setze anys. El 4 de desembre de 2020, un tribunal italià va decidir que Guede podria completar la seva pena fent servei comunitari. Guede va sortir de la presó el 24 de novembre de 2021.
Knox i Sollecito van ser alliberats després de gairebé quatre anys després de la seva absolució en un judici de segon nivell. Knox va tornar immediatament als Estats Units.
Les sentències d'absolució dels recursos d'apel·lació van ser declarades nuls, però, per «manifests il·lògics» pel Tribunal Suprem de Cassació d'Itàlia el 2013. Els judicis d'apel·lació s'havien de repetir, i van tenir lloc a Florència, on els dos van tornar a ser condemnats el 2014.
Les condemnes de Knox i Sollecito van ser finalment anul·lades pel Tribunal Suprem el 27 de març de 2015. El Tribunal Suprem de Cassació va invocar la disposició de l'art. 530 § 2. del Codi de Procediment italià («dubte raonable») i va ordenar que no s'hagués de celebrar més judici, que va resultar en la seva absolució i la fi del cas. El veredicte va assenyalar que, com que l'evidència científica era «central» en el cas, hi va haver «falles d'investigació sensacionals», «amnèsia» i «omissions culpables» per part de les autoritats investigadores.

## Meredith Kercher

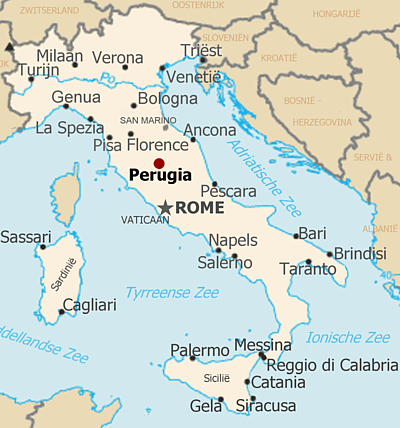
Kercher arribà a Perugia l'agost de 2007.

### Biografia
Meredith Susanna Cara Kercher (nascuda el 28 de desembre de 1985 a Southwark, al sud de Londres), coneguda pels seus amics com «Mez», vivia a Coulsdon, al sud de Londres. Kercher va assistir a l'Old Palace School de Croydon. Estava entusiasmada amb la llengua i la cultura d'Itàlia, i després d'un viatge d'intercanvi escolar, va tornar als quinze anys per passar les seves vacances d'estiu amb una família a Sessa Aurunca.
Kercher va estudiar política europea i italià a la Universitat de Leeds. Treballant com a cambrera, guia turística i en promocions per mantenir-se a si mateixa, va fer un cameo al vídeo musical de la cançó Some Say de Kristian Leontiou Aspirava a treballar per a la Unió Europea o com a periodista. L'octubre de 2007 va assistir a la Universitat de Perusa, on va iniciar cursos d'història moderna, teoria política i història del cinema. Els seus companys la van descriure més tard com simpàtica, intel·ligent, enginyosa i popular.

### Via della Pergola 7
Perusa, un conegut centre cultural i artístic, és una ciutat de 150.000 habitants. Més d'una quarta part de la població són estudiants, molts dels quals estrangers, cosa que li dona un panorama social vibrant. A Perusa, Kercher compartia un pis de quatre dormitoris a la planta baixa en una casa a via della Pergola 7.
Les seves companyes de pis eren dues dones italianes d'uns vint anys, Filomena Romanelli i Laura Mezzetti, i una estudiant estatunidenca de vint anys de la Universitat de Washington, Amanda Knox, que assistia a la Universitat per a Estrangers de Perusa en un any d'intercanvi. Kercher i Knox es van traslladar els dies 10 i 20 de setembre de 2007, respectivament, reunint-se per primera vegada. Kercher solia trucar a la seva mare diàriament per telèfon mòbil; un segon telèfon mòbil que utilitzava estava registrat a nom del seu company de pis, Romanelli.
El nivell inferior de la casa estava ocupat per quatre joves italians amb qui Kercher i Knox tenien amistat. Una nit de mitjans d'octubre, Kercher i Knox es van trobar amb Rudy Guede en tornar a casa a les dues de la matinada. Guede havia estat convidat al pis de la planta baixa per alguns dels inquilins italians, als quals s'havia unit. A dos quarts de cinc de la matinada, Kercher i Knox van marxar.
També a mitjans d'octubre, Kercher i Knox van assistir al festival EuroChocolate. El 25 d'octubre de 2007, Kercher i Knox van assistir a un concert de música clàssica, on Knox va conèixer a Raffaele Sollecito, un estudiant d'informàtica de vint-i-tres anys, a la Universitat de Perusa.

### Vista per última vegada
El primer de novembre era festiu a Itàlia. Els companys de pis italians de Kercher estaven fora de la ciutat, igual que els ocupants del pis de la planta baixa. Aquell vespre, Kercher va sopar amb tres dones angleses a casa d'una d'elles. Es va separar d'un amic cap a tres quarts de nou del vespre, a uns 460 metres des de via della Pergola 7.
Segons va explicar Knox, després d'haver passat la nit amb Sollecito, va arribar a via della Pergola 7 el matí del 2 de novembre de 2007, i va trobar la porta d'entrada oberta i gotes de sang al bany que compartia amb Kercher. La porta de l'habitació de Kercher estava tancada amb clau, cosa que Knox va considerar com a indicació que Kercher estava dormint. Després de dutxar-se al bany que Kercher i ella compartien, Knox va trobar excrements al lavabo del bany compartit per Romanelli i Mezzetti. Knox va tornar a casa de Sollecito i més tard va tornar amb ell a via della Pergola 7. En adonar-se d'una finestra trencada a l'habitació de Romanelli i alarmada que Kercher no respongués a la seva porta, Sollecito va intentar obrir la porta sense èxit. Sollecito va trucar a la seva germana, que era tinent dels carrabiners, per demanar-li consell. Ella li va aconsellar que truqués al telèfon d'emergències 112, cosa que va fer.

### Descoberta del cos
Després de rebre una trucada telefònica de Knox, Romanelli va arribar al pis. En rebuscar, buscant qualsevol cosa que pogués faltar, Romanelli va pertorbar sense voler l'escena del crim. En descobrir que els dos telèfons que Kercher portava amb ella s'havien trobat en un jardí proper, Romanelli es va preocupar i va demanar que la policia obrís la porta de l'habitació de Kercher, però la policia ho va rebutjar. En canvi, l'amic de Romanelli va forçar la porta i la va obrir cap a un quart de dues de migdia; el cos de Kercher era dins de l'habitació, estirat a terra, cobert per un edredó.

### Autòpsia
El patòleg Luca Lalli, de l'Institut de ciències forenses de Perusa, va fer l'autòpsia al cos de Kercher. Les seves ferides van consistir en setze contusions i set talls. Aquests incloïen diverses contusions i alguns talls insubstancials al palmell de la mà. Les contusions al nas, les fosses nasals, la boca i sota de la mandíbula eren compatibles amb una mà que li hagués agafat la boca i el nas. L'informe de l'autòpsia de Lalli va ser revisat per tres patòlegs de l'Institut de ciències forenses de Perusa, que van interpretar que les lesions, incloses algunes a la regió genital, indicaven un intent d'immobilitzar Kercher durant la violència sexual.

### Enterrament
El 14 de desembre de 2007 es va celebrar un funeral a Croydon Minster, amb més de 300 persones assistents, seguit d'un enterrament privat al cementiri de Mitcham Road. El títol d'estudis que hauria rebut Kercher el 2009 li va ser atorgat pòstumament per la Universitat de Leeds.

### Meredith Kercher fons de beca
Cinc anys després de l'assassinat, la ciutat de Perusa i la seva Universitat per a Estrangers, en col·laboració amb l'ambaixada italiana a Londres, van instituir un fons de beques per honrar la memòria de Meredith Kercher. John Kercher va declarar en una entrevista que tots els beneficis del seu llibre Meredith anirien a una fundació benèfica en nom de Meredith Kercher.

### Procediment criminal italià

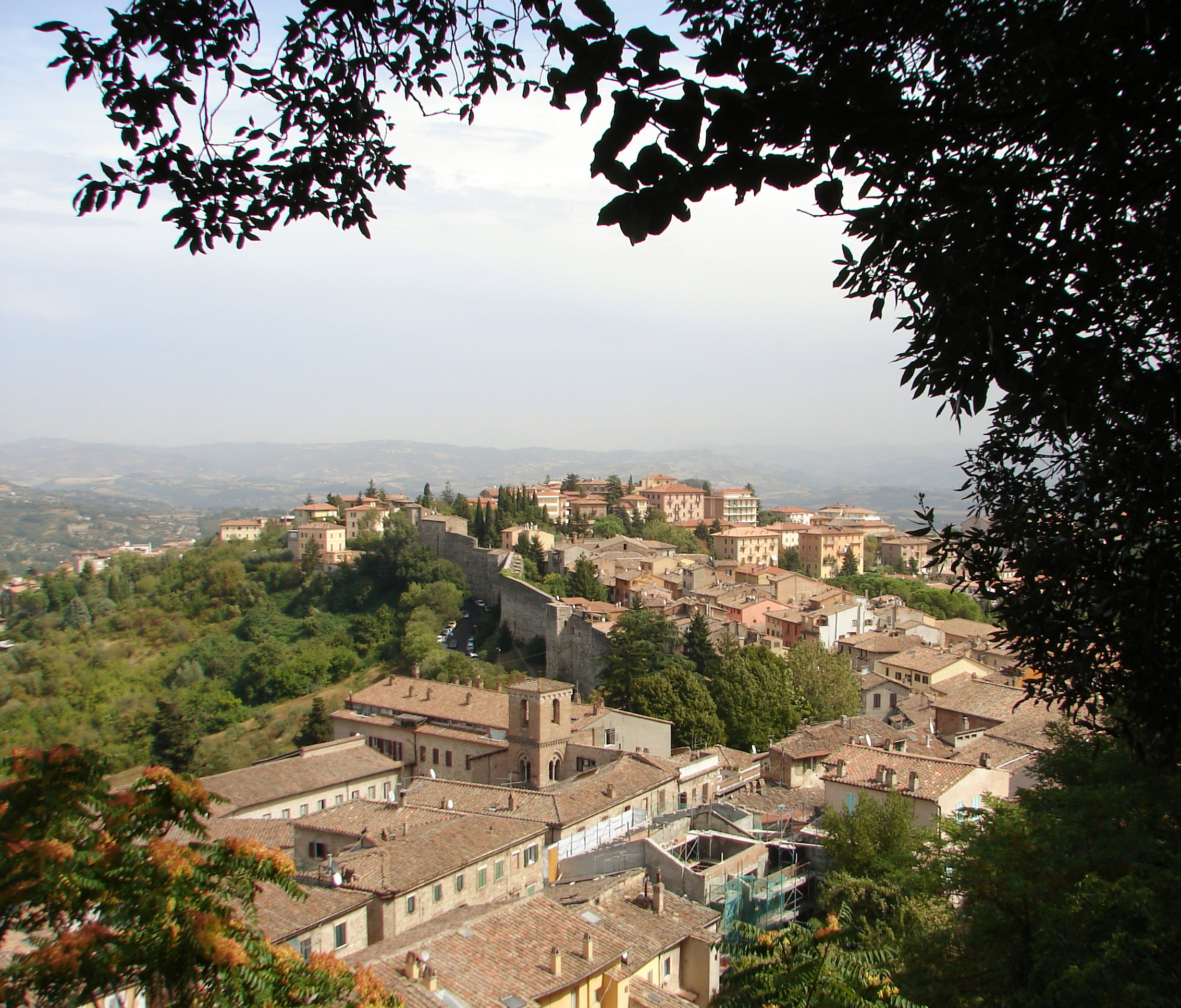
Una panoràmica de Perusa, la ciutat on van ser estudiants Kercher, Knox i Sollecito

A Itàlia, les persones acusades de qualsevol delicte es consideren innocents fins que es demostri la seva culpabilitat, tot i que l'acusat pot estar detingut. Llevat que l'acusat opti per un judici ràpid, els casos d'assassinat són escoltats per una cort d'assise o tribunal d'assise⁠⁠. Aquest tribunal és competent per jutjar els delictes més greus, és a dir, aquells delictes la pena màxima dels quals comença als 24 anys de presó. Un veredicte de culpabilitat no es considera una condemna definitiva fins que l'acusat hagi esgotat el procés d'apel·lació, independentment del nombre de vegades que l'acusat hagi estat jutjat.
Els judicis italians poden durar molts mesos i tenir llargs intervals entre audiències; el primer judici de Knox i Sollecito s'escoltava dos dies a la setmana, durant tres setmanes al mes. Si es declara culpable, es garanteix a l'acusat el que en realitat és un nou judici, on es poden tornar a examinar totes les proves i testimonis.
Un veredicte pot ser anul·lat pel Tribunal Suprem italià, la Corte di Cassazione (la cassació és l'anul·lació d'una decisió judicial), que considera escrits. Si la Corte di Cassazione anul·la una sentència, explica quins principis legals van ser vulnerats pel tribunal inferior, que al seu torn ha de respectar la sentència en tornar a jutjar el cas. Si la Corte di Cassazione confirma un veredicte de culpabilitat del judici d'apel·lació, la condemna esdevé definitiva, s'esgota el procés d'apel·lació i s'executa qualsevol pena.

## Rudy Guede
Rudy Hermann Guede (nascut el 26 de desembre de 1986 a Abidjan, Costa d'Ivori) tenia vint anys en el moment de l'assassinat. I vivia a Perusa des dels cinc anys. A Itàlia, Guede es va criar amb l'ajuda dels seus professors d'escola, un sacerdot local i altres, ja que el pare de Guede va tornar a Costa d'Ivori el 2004. Guede, que aleshores tenia disset anys, va ser adoptat per una acomodada família de Perusa. Va jugar a bàsquet amb l'equip juvenil de Perusa la temporada 2004-2005. Guede va dir que havia conegut un parell d'italians del nivell inferior de via della Pergola 7 mentre passava les nits a la pista de bàsquet de la Piazza Grimana. A mitjans del 2007, la seva família adoptiva li va demanar que abandonés casa seva.
Els joves que vivien al pis de la planta baixa de via della Pergola 7 no podien recordar com els havia conegut Guede, però sí que, després de la seva primera visita a casa seva, l'havien trobat més tard al bany, assegut adormit al vàter sense rentar, que estava ple de femta. Guede suposadament va cometre robatoris, inclòs un del despatx d'un advocat a través d'una finestra del segon pis, i un altre durant el qual va robar un pis i va mostrar una navalla quan es va enfrontar. El 27 d'octubre de 2007, dies abans de l'assassinat de Kercher, Guede va ser arrestat a Milà després d'entrar a una escola bressol; segons els informes, la policia el va descobrir amb un ganivet d'11 polzades (28 centímetres) que havia estat tret de la cuina de l'escola.
Guede va anar a casa d'un amic cap a les 23.30 de l'1 de novembre de 2007, la nit de l'assassinat. Més tard va anar a una discoteca, on es va quedar fins a dos quarts de cinc de la matinada. La nit següent, el 2 de novembre de 2007, Guede va anar a la mateixa discoteca amb tres estudiants americanes que havia conegut en un bar. Després va marxar d'Itàlia cap a Alemanya, on va ser localitzat les setmanes posteriors.

### Judici
Després de trobar les seves empremtes dactilars a l'escena del crim, Guede va ser extradit d'Alemanya; havia dit a Internet que sabia que era un sospitós i volia esborrar el seu nom. Guede va optar per un judici ràpid, celebrat en sessió tancada sense la presència de periodistes. Va dir al jutjat que havia anat a via della Pergola 7 en una cita concertada amb Kercher, després de conèixer-la la nit anterior. Dues veïnes de Guede, estudiants estrangeres que eren amb ell en una discoteca aquella nit, van dir a la policia que l'única noia amb la qual el van veure parlant tenia els cabells llargs i rossos. Guede va dir que Kercher l'havia deixat entrar a la casa al voltant de les nou del vespre. Els advocats de Sollecito van dir que un fragment de vidre de la finestra trobat al costat d'una empremta de sabates de Guede a l'escena del crim era una prova que Guede havia irromput a la casa.
Guede va dir que Kercher i ell s'havien fet un petó i tocat, però que no van tenir relacions sexuals perquè no tenien preservatius disponibles. Va afirmar que després va començar a tenir mal d'estómac i va creuar cap al gran bany de l'altre costat de l'apartament. Guede va dir que va sentir cridar Kercher mentre era al bany i que, en sortir, va veure una figura obscura que sostenia un ganivet i s'estava damunt d'ella mentre estava sagnant a terra. Guede va afirmar, a més, que l'home va fugir, mentre deia en perfecte italià: «Trovato negro, trovato colpevole; andiamo» («Trobat home negre, trobat culpable; anem»).
El tribunal va considerar que la seva versió dels fets no coincidia amb l'evidència científica i que no podia explicar per què s'havia trobat una de les seves empremtes del palmell de la mà, tacades amb la sang de Kercher, al coixí del llit individual, sota el cos despullat. Guede va dir que havia deixat Kercher completament vestida. Va ser declarat culpable l'octubre de 2008 d'assassinat i agressió sexual i condemnat a trenta anys de presó. El jutge Micheli va absoldre Guede de robatori.

### Apel·lació
Guede va dir originalment que Knox no havia estat a l'escena del crim, però més tard va canviar la seva història per dir que ella havia estat a l'apartament en el moment de l'assassinat. Va afirmar que l'havia sentit discutir amb Kercher i que, mirant per una finestra, havia vist la silueta de Knox fora de la casa.
Tres setmanes després que Knox i Sollecito fossin condemnats, a Guede se li va reduir la pena de presó de 30 a 24 anys abans de la reducció automàtica d'un terç per al judici ràpid, que va resultar en una condemna definitiva de setze anys. Un advocat que representava la família Kercher va protestar per la «reducció dràstica» de la pena. Guede va tenir la seva primera llibertat de 36 hores el juny de 2016, després de nou anys de presó. El 2017 se li va negar el permís per apel·lar contra la seva condemna.

### Alliberament
Guede va sortir de la presó el novembre de 2021, i un jutge va avançar la data de la seva posada en llibertat.

## Amanda Knox i Raffaele Sollecito
En exposar el cas als seus companys hores després del descobriment del cadàver, la superintendenta de detectius de Perugia Reparto Volanti (Esquadró Mòbil) Monica Napoleoni els va dir que l'assassí definitivament no era un lladre i que els indicis aparents d'un assalt es van posar en escena com un engany deliberat. Knox era l'única ocupant de la casa que havia estat a prop la nit de l'assassinat; va dir que havia passat la nit de l'1 de novembre amb Sollecito al pis d'ell. Durant els quatre dies següents, Knox va ser entrevistada repetidament sense tenir accés a un advocat. Més tard va declarar que va ser sotmès a tàctiques de pressió i la policia la va colpejar per fer-la incriminar. Va ser arrestada i acusada d'assassinat al migdia del 6 de novembre de 2007.

### Detencions
Napoleoni va rebre el suport de diversos altres detectius en argumentar per l'arrest de Knox, Sollecito i Patrick Lumumba, aquest últim a qui Knox havia implicat com a sospitós. No obstant això, el superior immediat de Napoleoni, el superintendent en cap Marco Chiacchiera, va pensar que les detencions serien prematures i va defensar una estreta vigilància dels sospitosos com la millor manera d'aprofundir en la investigació. El 8 de novembre de 2007, Knox, Sollecito i Lumumba van comparèixer davant la jutge Claudia Matteini, i durant una hora d'ajornament, Knox es va reunir amb els seus advocats per primera vegada. Matteini va ordenar que Knox, Sollecito i Lumumba fossin detinguts durant un any. El 19 de novembre de 2007, la policia forense de Roma va comparar les empremtes dactilars trobades a l'habitació de Kercher amb Rudy Guede. El 20 de novembre de 2007, Guede va ser arrestat a Alemanya i Lumumba va ser alliberat. La fiscalia va acusar Guede de l'assassinat.

### Publicitat prèvia al judici
Knox es va convertir en objecte d'una intensa atenció mediàtica. Poc abans del seu judici, va iniciar accions legals contra Fiorenza Sarzanini, l'autora d'un llibre més venut sobre ella, que s'havia publicat a Itàlia. El llibre incloïa relats d'esdeveniments imaginats o inventats per Sarzanini, transcripcions de testimonis que no són de domini públic i fragments seleccionats de les revistes privades de Knox, que Sarzanini havia obtingut d'alguna manera. Els advocats de Knox van dir que el llibre havia "informat d'una manera lasciva, destinada únicament a despertar la imaginació morbosa dels lectors".
Segons el comentarista legal nord-americà Kendal Coffey, "en aquest país diríem que, amb aquest tipus d'exposició mediàtica, no es podria obtenir un judici just". Als Estats Units, una campanya publicitària prèvia al judici va donar suport a Knox i va atacar els investigadors italians, però el seu advocat va pensar que era contraproduent.

### Els judicis de Knox i Sollecito
Knox i Sollecito van ser tancats a la presó. El seu judici va començar el 16 de gener de 2009 davant el jutge Giancarlo Massei, la jutge adjunta Beatrice Cristiani i sis jutges laics de la Cort d'Assise de Perusa. Els càrrecs eren que Knox, Sollecito i Guede havien assassinat Kercher al seu dormitori. Knox i Sollecito es van declarar innocents.
Segons l'acusació, Knox havia atacat Kercher al seu dormitori, i li va colpejar repetidament el cap contra una paret, va agafar-li la cara amb força i va intentar estrangular-la. Mignini va suggerir que Knox s'havia burlat de Kercher i potser hauria dit: "Has fet tant de bo, ara t'ho mostrarem. Ara et veuràs obligada a tenir sexe!" La fiscalia va plantejar la hipòtesi que Guede, Knox i Sollecito havien tret els texans de Kercher i l'havien agafat de mans i genolls mentre Guede abusava sexualment d'ella; que Knox havia tallat Kercher amb un ganivet abans de fer-li la punyalada mortal; i que llavors havia robat els telèfons mòbils i els diners de Kercher per fingir un robatori. El 5 de desembre de 2009, Knox i Sollecito van ser condemnats per assassinat i condemnats a 26 i 25 anys de presó, respectivament.
El judici d'apel·lació (o segon grau) va començar el novembre de 2010, presidit pels jutges Claudio Pratillo Hellmann i Massimo Zanetti. Una revisió judicial de les proves d'ADN impugnades per part d'experts independents va observar nombrosos errors bàsics en la recopilació i l'anàlisi de les proves, i va concloure que no s'havia trobat cap rastre probatori de l'ADN de Kercher a la suposada arma homicida. Tot i que la revisió va confirmar que els fragments d'ADN del fermall del sostenidor incloïen alguns de Sollecito, un expert va declarar que el context suggeria fortament una contaminació.
El 3 d'octubre de 2011, Knox i Sollecito van ser absolts. El tribunal disposava d'una decisió que les proves eren insuficients, semblant a la sentència de no provada, però el tribunal va absoldre Knox i Sollecito completament. La condemna de Knox per l'acusació de calúmnia contra Patrick Lumumba es va confirmar, i la pena original d'un any es va augmentar a tres anys i onze dies de presó.
En el seu informe oficial sobre la decisió del tribunal d'anul·lar les condemnes, els jutges d'apel·lació van escriure que el veredicte de culpabilitat en el judici original "no va ser corroborat per cap element de prova objectiu". Descrivint les entrevistes policials de Knox com de "durada obsessiva", els jutges van dir que les declaracions que va fer en incriminar-se a ella mateixa i a Lumumba durant l'interrogatori eren proves de la seva confusió mentre estava sota "una gran pressió psicològica". Els jutges van assenyalar, a més, que un vagabund que havia testificat haver vist Sollecito i Knox a la Piazza Grimana la nit de l'assassinat era un addicte a l'heroïna; que Massei, el jutge del judici del 2009, havia utilitzat la paraula "probablement" 39 vegades en el seu informe; i que no existia cap evidència de trucades telefòniques o missatges de text entre Knox o Sollecito i Guede.

#### Nou judici
Després d'una sol·licitud d'acusació satisfactòria, es va celebrar una nova audiència del judici de segon nivell de Knox i Sollecito. L'única prova nova provenia de l'anàlisi ordenada pel tribunal d'una mostra no examinada prèviament de la fulla del ganivet de cuina de Sollecito.
 que la fiscalia havia al·legat era l'arma homicida. Quan la mostra no examinada va ser provada per experts designats pel tribunal per al nou judici d'apel·lació, no es va trobar cap ADN pertanyent a Kercher. Tot i el resultat negatiu de la causa de la fiscalia, el tribunal va retornar veredictes de culpabilitat contra els acusats, que tots dos van recórrer.

#### Absolució de l'acusació d'homicidi
El 27 de març de 2015, el tribunal més alt d'Itàlia, el Tribunal de Cassació, va dictaminar que Knox i Sollecito eren innocents d'assassinat, posant així definitivament fi al cas. En lloc de simplement declarar que es van produir errors en els casos judicials anteriors o que les proves eren insuficients per condemnar, el tribunal va dictaminar que Knox i Sollecito no havien comès l'assassinat i eren innocents d'aquests càrrecs, però va confirmar la condemna de Knox per difamar Patrick Lumumba.
Després de l'anunci d'aquest veredicte, Knox, que havia estat als Estats Units contínuament des del 2011, va dir en un comunicat: "El coneixement de la meva innocència m'ha donat força en els moments més foscos d'aquest calvari".
El setembre de 2015, el jutge suprem delegat, assessor judicial Sr. Gennaro Marasca, va fer públiques les raons d'absolució. En primer lloc, cap de les proves demostrava que Knox o Sollecito estiguessin presents a l'escena del crim. En segon lloc, no poden haver "participat materialment en l'homicidi", ja que no se'ls va poder atribuir absolutament cap "rastre biològic... a la sala de l'assassinat o al cos de la víctima, on, en canvi, es van trobar nombrosos rastres atribuïbles a Guede".